# Хайдершайд (комуна)
Гайдершайд (люксемб. Heischent, фр. Heiderscheid, нім. Heiderscheid) — комуна Люксембургу. Входить до складу кантону Вільц у окрузі Дикірх.

## Географія
Площа території комуни становить 32,65 км² (15-е місце за цим показником серед 116 комун Люксембургу).
Висота найвищої точки комуни над рівнем моря складає 529 метрів (11-е місце за цим показником серед комун країни), найнижчої — 238 метрів (51-е місце).

## Демографія
Станом на 2011 рік на території комуни мешкало 1 536 ос.
Динаміка чисельності населення:

## Адміністративний поділ
До складу комуни входять такі поселення:
| Поселення       | Населення за даними переписів: | Населення за даними переписів: | Населення за даними переписів: |
| Поселення       | на 31.03.1981                  | на 01.03.1991                  | на 15.02.2001                  |
| --------------- | ------------------------------ | ------------------------------ | ------------------------------ |
| Ешдорф          | 413                            | 429                            | 411                            |
| Гайдершайд      | 312                            | 336                            | 393                            |
| Гайдершайд-Фонд | 33                             | 43                             | 52                             |
| Гайргек         | н/д                            | н/д                            | 34                             |
| Мершайд         | 101                            | 105                            | 136                            |
| Тадлер          | 86                             | 104                            | 125                            |